# Racing White Daring Molenbeek
Il Racing White Daring Molenbeek, meglio noto come RWD Molenbeek o anche con l'acronimo RWDM, fu una società calcistica belga con sede nel comune di Molenbeek-Saint-Jean, nell'area metropolitana di Bruxelles.
Il club, avente matricola numero 47, venne fondato nel 1909 come White Star Athletic Club. Nel 1963 divenne Royal Racing White a seguito di una fusione col Racing Bruxelles, mentre nel 1973 divenne Racing White Daring Molenbeek dopo una fusione col Daring Bruxelles. Il club venne sciolto nel 2002 a seguito di una fusione col KFC Strombeek, che diede origine al FC Molenbeek Brussels Strombeek. Nella sua storia il club ha vinto il campionato belga nella stagione 1974-1975.

## Storia

### White Star Woluwe

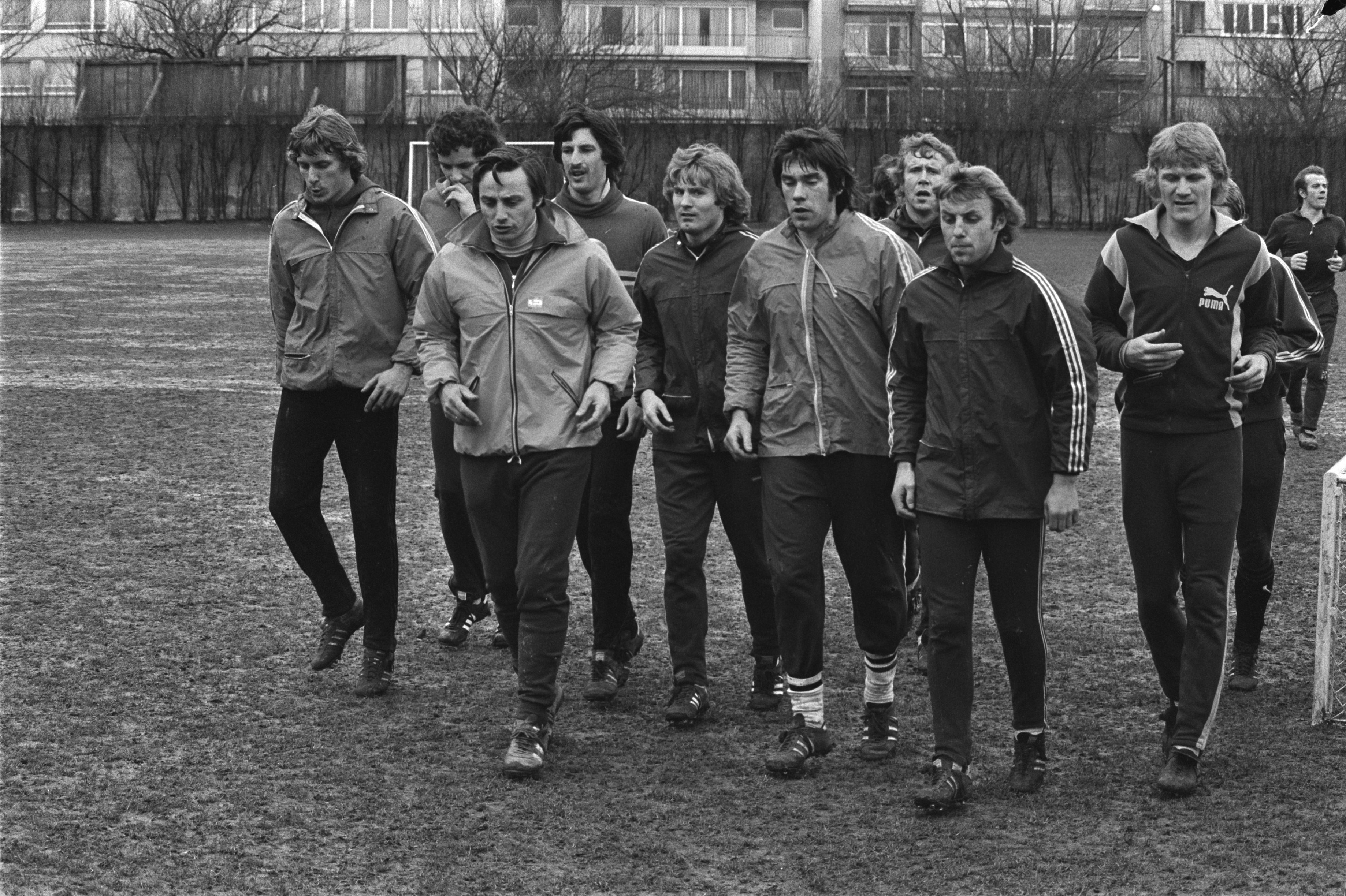
Sessione di allenamento del RWDM guidata dall'allenatore Piet de Visser.

Il club venne fondato nel 1909 come White Star Athletic Club da un gruppo di studenti dell'istituto Saint-Boniface d'Ixelles, i quali scelsero come colori sociali il rosso e il bianco caratteristici del loro istituto e vi aggiunsero una stella bianca. Il club venne poi affiliato alla UBSSA, la società belga organizzatrice del campionato di calcio, ottenendo la matricola numero 47. Nei primi anni il club giocò nelle serie provinciali del Brabante. Dopo la prima guerra mondiale il club spostò il proprio campo di gioco su un terreno tra Woluwe-Saint-Lambert e Woluwe-Saint-Pierre. Nel 1924 arrivò la prima promozione nella massima serie nazionale, ma il White Star Woluwe retrocesse già al termine della stagione 1924-1925. Il ritorno in Division d'Honneur avvenne nove anni dopo, categoria che mantenne fino alla stagione 1946-1947. Nel 1935 il club ottenne il suffisso "Royal", concesso ai club con almeno 25 anni di storia. In quel periodo le migliori prestazioni del White Star furono un sesto posto nel 1936-1937 e un quinto posto nel 1945-1946. Negli anni successivi il club tentò più volte di tornare nella massima serie, sfiorandola nella stagione 1952-1953 quando una sconfitta nell'ultima giornata di campionato costò il secondo posto e la conseguente promozione.

### Royal Racing White
Nel 1963 Emile Michiels, un uomo d'affari di Bruxelles, entra nel mondo del calcio, facendo il suo ingresso nel consiglio di amministrazione del Royal Racing Club de Bruxelles e del KFC La Rhodienne. Poco dopo lo stesso Michiels acquistò le quote di maggioranza del White Star Woluwe, mossa che spinse Henri Mabille, amministratore del Racing Club, a chiedere a Michiels la fusione delle due società. Dopo una serie di discussioni, nel giugno 1963 venne completata la fusione dei due club, dando origine al Royal Racing White, che mantenne la matricola numero 47 del White Star, assunse come colori sociali il bianco e il nero, e mantenne il campo da gioco allo stadio Fallon a Woluwe-Saint-Lambert.
Nel 1965 il club, sotto la guida dell'allenatore rumeno Norberto Höfling, conquistò la promozione in Division 1. Negli anni seguenti il club mantenne la categoria, raggiungendo anche la finale della Coppa del Belgio nell'edizione 1968-1969, venendo però sconfitto dal Lierse per 2-0. Le prestazioni del club migliorarono anno dopo anno, fino alla conquista del terzo posto finale al termine della stagione 1972-1973. In quella stessa stagione arrivò l'esordio in una competizione internazionale, grazie al quarto posto ottenuto nella stagione precedente, con la partecipazione alla Coppa UEFA: il Royal Racing White venne eliminato già ai trentaduesimi di finale dai portoghesi del CUF Barreiro.

### Racing White Daring Molenbeek
Il 1º luglio 1973 arrivò una nuova fusione, questa volta tra il Royal Racing White e il Royal Daring Club de Bruxelles, da quattro stagioni in seconda serie. La fusione avvenne soprattutto per l'impulso di Jean-Baptiste L'Ecluse, presidente del Daring Club, con l'obiettivo di riportare il calcio di alto livello a Molenbeek. Dalla fusione nacque il Racing White Daring Molenbeek, che mantenne la matricola numero 47 del Royal Racing White, mentre il Daring Club portò lo stadio Oscar Bossaert. Lo stadio venne rinominato stadio Edmond Machtens in onore di un noto sindaco di Molenbeek, venne poi ampliato e inaugurato il 22 agosto successivo con un'amichevole contro il Real Madrid.
La prima stagione del RWDM si concluse con un terzo posto in campionato. Nella stagione 1974-1975 arrivò la conquista del titolo di campione del Belgio per la prima volta nella sua storia. Il RWDM perse due sole partite e concluse il campionato con nove punti di vantaggio su Anversa e Anderlecht, vincendo il titolo nel primo campionato dell'era professionistica in Belgio, nonché il torneo di massima serie col maggior numero di partecipanti. Il RWDM vinse il titolo il 27 aprile 1975 con tre giornate d'anticipo con la vittoria sull'Oostende KM allenato da Norberto Höfling, storico allenatore del Royal Racing White e del Daring Club.

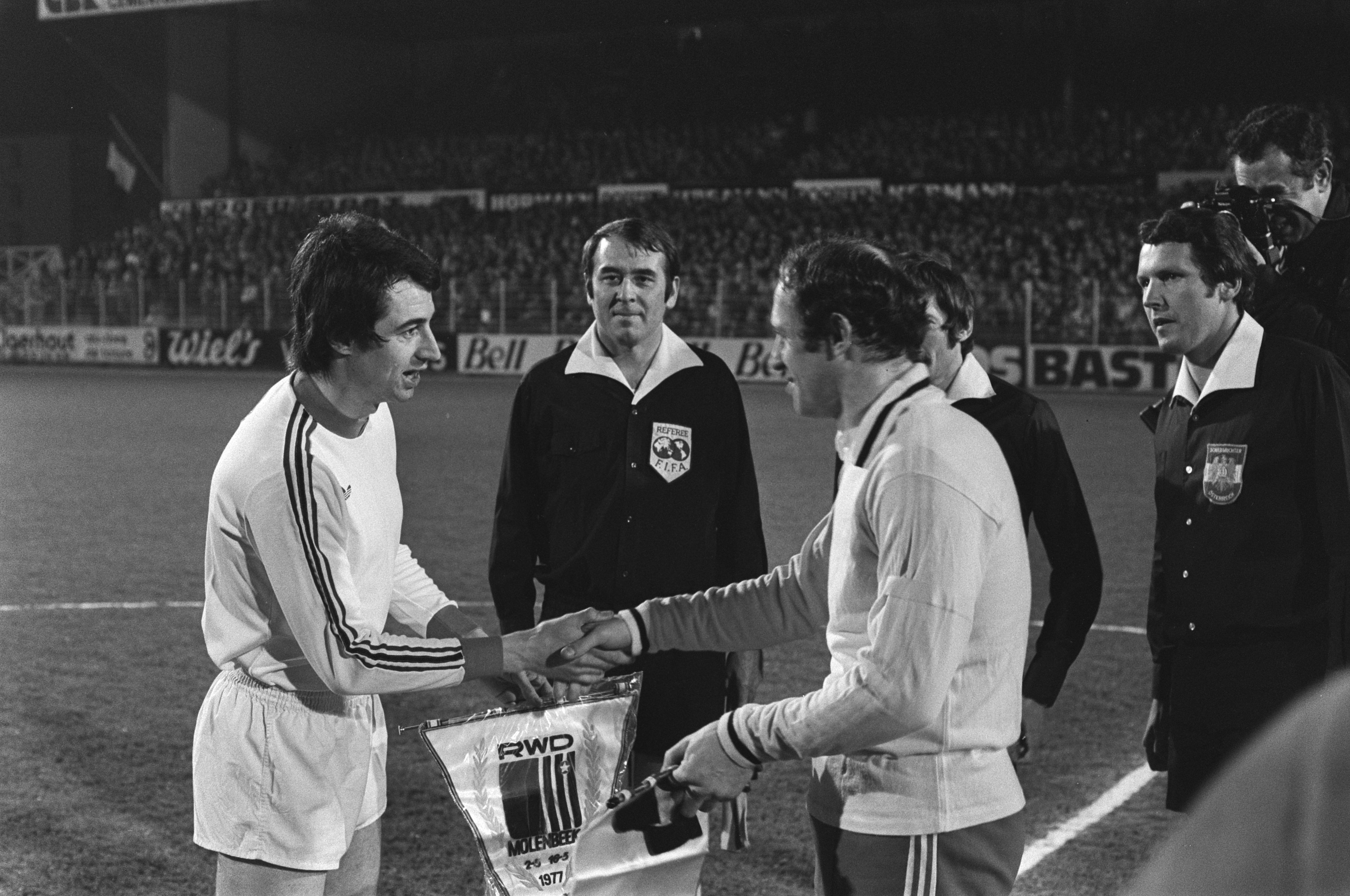
Scambio dei gagliardetti prima della partita di ritorno tra RWD Molenbeek e Feyenoord nella Coppa UEFA 1976-1977.

Grazie alla vittoria in campionato, il RWDM partecipò alla Coppa dei Campioni nella stagione successiva: dopo aver superato i norvegesi del Viking nei sedicesimi di finale, i belgi vennero eliminati dagli jugoslavi dell'Hajduk Spalato negli ottavi di finale. In campionato non riuscì a confermarsi, ma concluse al terzo posto, seguito da un quarto posto l'anno dopo. La stagione 1976-1977 fu caratterizzata dal raggiungimento delle semifinali di Coppa UEFA: il cammino del RWD Molenbeek partì eliminando i danesi del Næstved nei trentaduesimi di finale, passando poi a superare, in sequenza, i polacchi del Wisła Cracovia dopo i tiri di rigore, i tedeschi dello Schalke 04 e gli olandesi del Feyenoord. In semifinale arrivò il doppio pareggio con gli spagnoli dell'Athletic Bilbao, che si qualificarono alla finale grazie alla regola dei gol fuori casa.
Negli anni successivi il club ha mantenuto le posizioni di medio-alta classifica, partecipando ad altre due edizioni della Coppa UEFA, ma iniziò a calare all'inizio degli anni ottanta fino a retrocedere in Division 2 al termine della stagione 1983-1984. La permanenza in seconda serie durò una sola stagione con un pronto ritorno in Division 1. Quattro anni dopo il RWD Molenbeek retrocesse nuovamente, salvo poi tornare in massima serie dopo una sola stagione. Il club non riuscì a tornare ai livelli di competitività degli anni settanta, se non per la semifinale di Coppa del Belgio 1993-1994 e per la stagione 1995-1996, che vide il RWDM concludere il campionato al quarto posto. Grazie a questo risultato la squadra si qualificò per la Coppa UEFA sedici anni dopo l'ultima partecipazione, ma il cammino dei belgi si concluse subito ai trentaduesimi di finale per mano dei turchi del Beşiktaş. Nel frattempo, erano iniziati ad emergere problemi sia finanziari sia di gestione. Nel 1998 il club retrocesse in Division 2 e vi rimase per tre stagioni consecutive, quando vinse gli spareggi promozione e tornò in Division 1 nel 2001. Il RWD Molenbeek concluse la stagione 2001-2002 al decimo posto, ma quella risultò alla fine l'ultima stagione del club. Infatti, i problemi economici del club erano tali che gli stipendi non venivano pagati dal mese di febbraio 2002 e non c'era la certezza di pagare la licenza di partecipazione al campionato successivo. Nell'estate 2002 il RWDM non ottenne la licenza professionistica e venne retrocesso in Division 3, senza però iscriversi vista la situazione debitoria. Il Racing White Daring Molenbeek venne così sciolto e la storia della matricola numero 47 terminò in quel 2002.

### Eredità
Già dalla stagione 2002-2003 il KFC Strombeek, che era stato rilevato da Johan Vermeersch, già presidente del RWDM, si trasferì allo stadio Edmond Machtens, lasciato libero dalla scomparsa del RWDM. Lo stesso club nel 2003 cambiò denominazione in Football Club Molenbeek Brussels Strombeek e approdò in Division 1 nella stagione successiva. Nel 2013 il club venne rinominato RWDM Brussels FC, riprendendo la storica sigla RWDM, ma chiuse le attività nel 2014.
Nel 2003 un gruppo di tifosi fondò un club dal nome Racing Whitestar Daring Molenbeek, ricomponendo la sigla RWDM, rimanendo attivo per una decina di anni e giocando nelle serie inferiori del campionato belga.
Un nuovo progetto partì nel 2015 quando un gruppo di uomini d'affari di Bruxelles rilevò i diritti dello Standaard Wetteren, cambiandone la denominazione in RWDM47, avente matricola numero 5479. Il club risalì dalla quarta divisione belga fino al raggiungimento della Division 1B, secondo livello nazionale, nel 2020.

## Palmarès

### Competizioni nazionali
- Campionato belga: 1

1974-1975
- Tweede klasse: 2

1984-1985, 1989-1990

### Competizioni internazionali
- Coppa Intertoto: 2

1978, 1981

### Altri piazzamenti
- Campionato belga:

Terzo posto: 1972-1973, 1973-1974, 1975-1976, 1979-1980
- Coppa del Belgio:

Finalista: 1968-1969 (come White Star)
Semifinalista: 1912-1913 (come White Star), 1913-1914 (come White Star), 1966-1967 (come White Star), 1972-1973, 1974-1975, 1993-1994
- Coppa UEFA:

Semifinalista: 1976-1977
- Coppa di Lega belga:

Semifinalista: 1985-1986

## Statistiche

### Partecipazione ai campionati
| Livello | Categoria          | Partecipazioni | Debutto   | Ultima stagione | Totale |
| ------- | ------------------ | -------------- | --------- | --------------- | ------ |
| 1º      | Division d'Honneur | 11             | 1924-1925 | 1946-1947       | 43     |
| 1º      | Division 1         | 32             | 1965-1966 | 2001-2002       | 43     |
| 2º      | Promotion          | 3              | 1922-1923 | 1925-1926       | 28     |
| 2º      | Division 1         | 12             | 1926-1927 | 1951-1952       | 28     |
| 2º      | Division 2         | 18             | 1952-1953 | 2000-2001       | 28     |
| 3º      | Promotion          | 1              | 1930-1931 | 1930-1931       | 1      |

### Partecipazione alle coppe
| Competizione       | Partecipazioni | Debutto   | Ultima stagione | Totale |
| ------------------ | -------------- | --------- | --------------- | ------ |
| Coppa dei Campioni | 1              | 1975-1976 | 1975-1976       | 1      |
| Coppa UEFA         | 6              | 1972-1973 | 1996-1997       | 6      |